# Bådsmandsstrædes Kaserne
Bådsmandsstrædes Kaserne eller Prinsessegades Kaserne var en kaserne fra 1836 i Bådmandsstræde på Christianshavn. 
Kasernens 34 hektar store område afgrænses til dels af Christianshavns voldanlæg (Nyværk). Bådsmandsstrædes Kaserne husede Kongens Artilleriregiment og Hærens Materielkommandos Rekrutskole, Ammunitionsarsenalet samt i en kortere periode Livgardens vagtkompagni. I det omkringliggende kvarter findes flere militære faciliteter, bl.a. et ammunitionsarsenal. Lige som kasernen har de ikke været i militær brug siden 1968. 
I området lå allerede militære bygninger i form af krudthuse på Christianshavns Vold fra 1600- og 1700-tallet. Den første bygning, der blev rejst på selve kaserneområdet, var selve den lange kasernebygning (1835-37) i klassicistisk stil, der findes endnu, nu kaldet "Fredens Ark". Kun halvdelen af den planlagte bygning blev opført, og bygningen er aldrig blevet færdig og er asymmetrisk.
Blandt de ældste bygninger er (1830'erne et hømagasin, muligvis af ingeniørløjtnant Nickolin, nu "Operaen"  Den grønne Hal (ridehal fra 1847, fredet) og Landetatens Laboratorium, nu Mælkebøtten, der minder om den spartanske arkitektur i Dansk Vestindien (1845-47, fredet). Dertil kommer Den grå Hal (1853, flyttet fra Holcks Bastion ved Vestervold, genopført 1891, fredet) og de tre magasinbygninger af træ ("Laden, loen og grisestien") opført under de slesvigske krige 1852–53 og flyttet fra Fredericia Voldterræn til Landetatens Laboratorium  1878-1886.
Artillerimagasinet ved Prinsessegade (nu "Loppen", fredet) er fra 1863 og tegnet af J.H. Nebelong i rundbuestil. Landetatens Laboratoriums hovedmagasin, nu "Multihuset" (1871 af ingeniørkaptajn Petersen, fredet) er også i rundbuestil, hvilket også gælder klyngen af fabriksbygninger ("Fabrikken", "Månefiskeren" og "Bade- og Sundhedshuset") i nærheden. Anlægget består af en værkstedsbygning til laboratoriet, kedel og maskinhus opført 1887 efter tegninger af A. Kohl. Værkstedsbygningen er forhøjet fra 2 til 3 etager. "Løvehuset" i nærheden var oprindeligt officersboliger og er opført 1891 i røde sten i kontrast til de gulstensbygninger, der præger den gamle kaserne.
Området, der nu kaldes "Mælkevejen" (1886-87), består af 6 oprindeligt ens toetages kasernebygninger med forlægninger øverst og stalde nederst. Tilsvarende er "Psyak" en række barakker, også arrangeret i et gridmønster. Begge bygningsgrupper er i dag meget ombyggede.
Under Operation Safari den 29. august 1943 angreb tyske tropper de danske militæranlæg som Bådsmandsstrædes Kaserne. Den indkvarterede styrke bestod af ca. 25 befalingsmænd og menige (hjælpetropper, reservehåndværkere og reservehåndværkselever). Kl. 4,20 sprængte tyskerne kaserneporten. Efter skudveksling lykkedes det at få forbindelse med tyskerne, og kasernen blev efter ordre fra generalkommandoen under protest overgivet til føreren af den tyske styrke, der var på mellem 100 og 200 mand. 
Efter 2. verdenskrig var det på Holmen, nabo til kasernen, at retsopgøret med 30 af de danskere, der havde udøvet terror mod civilbefolkningen dvs. medlemmer af HIPO, Petergruppen, Birkedalgruppen og Lorenzen-gruppen blev endeligt afsluttet ved henrettelser i det til lejligheden opførte Henrettelsesskur.
Kasernen ophørte som mandskabskaserne i 1970, og bygningerne blev besat i sommeren 1971, og området har siden september 1971 været kendt som Fristaden Christiania.
Store dele af den gamle bygninger bl.a. Den Grå Hal og Den Grønne Hal er intakte og har fået fredningsstatus. Nogle bygninger var allerede  fredet i 1974, herunder "Loppen", men Christianialoven af 1989 ophævede både bygnings- og landskabsfredningslovenes gyldighed for fristadens område. Med loven om normalisering af Christiania af 2003 blev lovene atter sat i kraft, og i 2007 og 2008 blev 14 bygninger fredet.